# 9145 Shustov
9145 Shustov è un asteroide della fascia principale. Scoperto nel 1976, presenta un'orbita caratterizzata da un semiasse maggiore pari a 2,6312509 UA e da un'eccentricità di 0,1599572, inclinata di 14,37029° rispetto all'eclittica.